# Dyuzkyshlak
Dyuzkyshlak är en ort i Azerbajdzjan.   Den ligger i distriktet Ağstafa Rayonu, i den västra delen av landet, 400 km väster om huvudstaden Baku. Dyuzkyshlak ligger 329 meter över havet och antalet invånare är 1 075.
Terrängen runt Dyuzkyshlak är huvudsakligen platt, men söderut är den kuperad. Närmaste större samhälle är Dag Kesaman, 6,2 km söder om Dyuzkyshlak.
Trakten runt Dyuzkyshlak består till största delen av jordbruksmark. Runt Dyuzkyshlak är det ganska tätbefolkat, med 72 invånare per kvadratkilometer.